# 158. Feldausbildungs-Division
Die 158. Feldausbildungs-Division war eine deutsche Infanteriedivision im Zweiten Weltkrieg. 

## Geschichte

### Aufstellung
Die Division wurde im März 1945 als Feldausbildungs-Division durch den Wehrkreis VIII aufgestellt. Die Division bestand u. a. aus Personal des Grenadier-Ausbildungs-Regiment 528, dem Landesschützen-Ausbildung-Bataillon I./8 und der Nachrichten-Ausbildungs-Abteilung 8. Die Aufstellung erfolgte für die Heeresgruppe Mitte. 

### Fronteinsatz im Osten
Mit der folgenden Unterstellung unter die 1. Panzerarmee, welche um Troppau im Sudetenland agierte, folgte der sofortige Fronteinsatz. 

## 158. Infanterie-Division

### Aufstellung durch Umbenennung
Ab April 1945 wurde die Division als 158. Infanterie-Division geführt. 

### Kapitulation
Die Division geriet bei Kriegsende Anfang Mai 1945 in der Tschechoslowakei in sowjetische Kriegsgefangenschaft. 

## Kommandeur
Kommandeur war Generalleutnant August Schmidt. 

## Gliederung
- Jäger-(Feldausbildungs-)Regiment 1316 mit zwei Bataillone
- Grenadier-(Feldausbildungs-)Regiment 1317 mit zwei Bataillone
- Grenadier-(Feldausbildungs-)Regiment 1318 mit zwei Bataillone
- Artillerie-Regiment 1458
- Divisionseinheiten 1458